# مارسيل بيجار

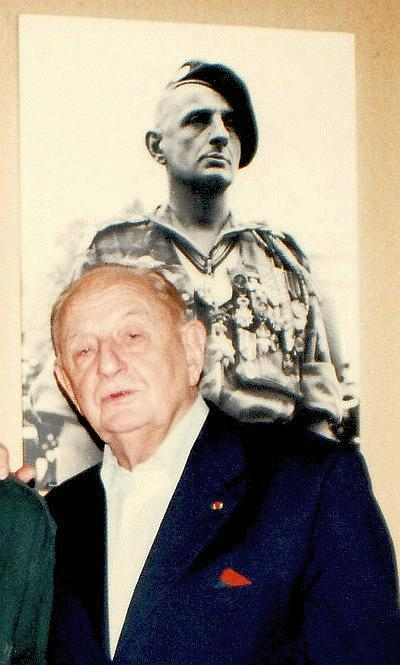
مارسيل بيجار في عمر 80 سنة في منزله عام 1996 أمام صورة أخذت له قبل 40 سنة.

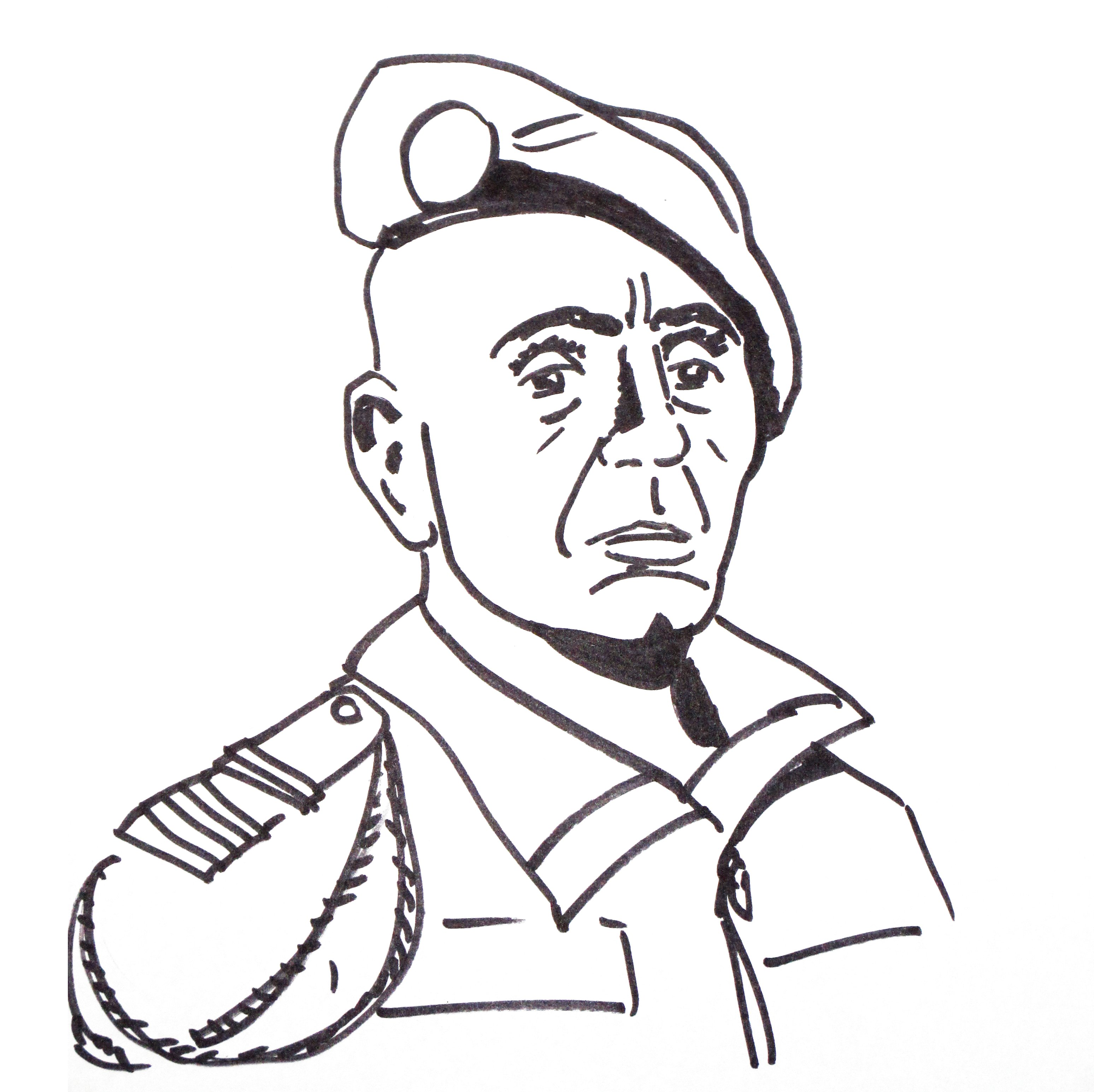
مارسيل بيجار

مارسيل بيجار (بالفرنسية: Marcel Bigeard) (14 فبراير 1916 في تول، فرنسا - 18 يونيو 2010)، كان عسكرياً فرنسياً برتبة جنرال. بدأ حياته موظفا في أحد البنوك، غداة اندلاع الحرب العالمية الثانية جند للدفاع عن فرنسا، وبعد احتلال باريس من طرف الألمان تم اعتقاله، وبعد الإفراج عنه غادر فرنسا نحو الجزائر.
أرسل إلى الهند الصينية ضمن فرقة المظليين برتبة ضابط وشارك في معركة ديان بيان فو. وبعد هزيمة فرنسا عاد من جديد إلى الجزائر للمشاركة في القضاء على الثورة التحريرية، وقاد عدة معارك ضد جيش التحرير الوطني في الشرق الجزائري، أصيب في معركة آرقو بجبال تبسة في صيف عام 1956 بقيادة لزهر شريط.
كلف في نهاية سنة 1956 بالقضاء على معركة الجزائر، وأشرف على قيادة الحرب النفسية ضد خلايا الفدائيين في العاصمة، إذ لعب دورا كبيرا في ممارسة التعذيب ضد المناضلين والفدائيين في معركة الجزائر حيث استباح كل الممارسات القمعية والبوليسية لتحقيق أهدافه العسكرية حتى اقترن ذكر اسمه بالممارسات الوحشية ومظاهر التعذيب أثناء الثورة التحريرية في الجزائر. وفي سنة 1957 كلف بمهمة رسمية من طرف ديغول إلى جنوب الجزائر الغربي للقضاء على معارك العرق الغربي الكبير التي امتدت في ولاية تيميمون ونواحيها وهي حوالي 13معركة كبد فيها المجاهدون أبناء المنطقة فرنسا خسائر كبيرة وقضوا على حلمها بامتلاكها الصحراء الجزائرية واستغلال ثرواتها حيث أن أهم معركة واكبر هذه المعارك هي معركة حاسي غمبوا في بلدية تينركوك حاليا والتي كان قائد جيش الفرنسيين فيها الجنرال بيجار بنفسه على رأس 1750مظلي 300 حركي مهاريست مجندين في الجيش الفرنسي والكثير من المرتزقة من دول أفريقية ومستعمراتها لكن مع كل هذا العدة والعتاد الذي أعدته فرنسا للقضاء على 69 مجاهدا فقط.في اعماق بحر الرمال الا أن الهزيمة النكراء كانت من نصيب بيجار وجنوده وتلقنو درسا لن تنساه فرنسا إلى الأبد منا يدل على ضراوة القتال وصمود.المحاهدين وبسالتهم في تلك المعركة تحت قيادة الشهيد. البطل المحنك الشيخ الهاشمي امحمد الذي استشهد في ذات المعركة .

## معرض صور

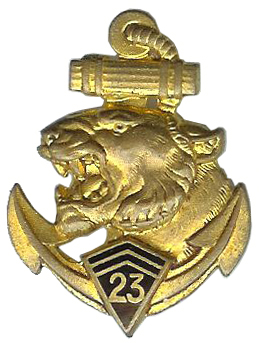
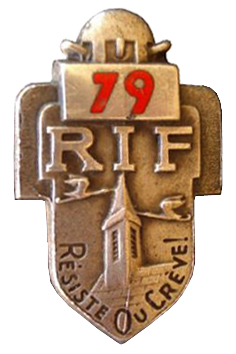
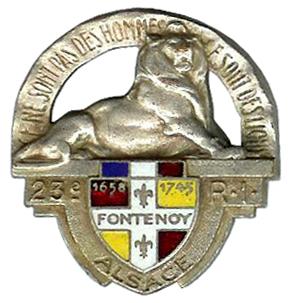

## روابط خارجية
- مارسيل بيجار على موقع مونزينجر (الألمانية)